# Moniliformopses
Moniliformopses — таксон судинних рослин, що разом з насінними формує таксон Euphyllophyta. Включає всі відомі хвощі та папороті.
| Листок дуба | Це незавершена стаття з ботаніки. Ви можете допомогти проєкту, виправивши або дописавши її. |